# Euscirrhopterus valkeri
Euscirrhopterus valkeri là một loài bướm đêm trong họ Noctuidae.